# Христорождественская церковь (Грахово)
Христорождественский храм — православный храм в селе Грахово Удмуртской республики, принадлежит к  Сарапульской епархии.
Приход села Грахово открыт по Указу Священного Синода от 31 марта 1836 года. После открытия прихода бывшая часовня превращена в церковь и освящена во имя Явления Иконы Казанской Божьей Матери. Каменный храм построен и освящен 7 июля 1850 года с прежним названием. В холодном храме престол во имя Рождества Христова освящен 7 июля 1862 года. В 1869 году престол теплой церкви упразднен. В церкви остался один престол — Христорождественский.
Согласно Постановлению Президиума ЦИК УАССР от 10 декабря 1935 года церковь была закрыта, её здание передано под клуб. В 2002 году церковь восстановлена и в настоящее время снова действует, настоятель — протоиерей Сергий Архангельский.